# Powiat sulęciński
Powiat sulęciński är ett distrikt (powiat) i västra Polen, tillhörande Lubusz vojvodskap. Huvudort är staden Sulęcin. Distriktet hade 35 874 invånare år 2012.

## Administrativ kommunindelning
Powiatet indelas i fem kommuner (gminy):

### Stads- och landskommuner
- Lubniewice
- Sulęcin
- Torzym

### Landskommuner
- Krzeszyce
- Słońsk